# 莫扎特纪念碑
莫扎特纪念碑 (德語：Mozart-Denkmal) 是奥地利维也纳的一座纪念碑，位于内城区的城堡花园（Burggarten），建于1953年，用于纪念作曲家沃尔夫冈·阿马德乌斯·莫扎特 (1756–1791年)。
雕塑高7.5米，由建筑师 Karl König (1841–1915) 和雕塑家 Viktor Tilgner (1844–1896) 完成。1896年4月21日安放在阿尔布雷希特广场（Albrechtsplatz），即今阿尔贝蒂娜广场（Albertinaplatz)，五天前 Tilgner 去世。Tilgner 的署名在他的去世的那天完成。

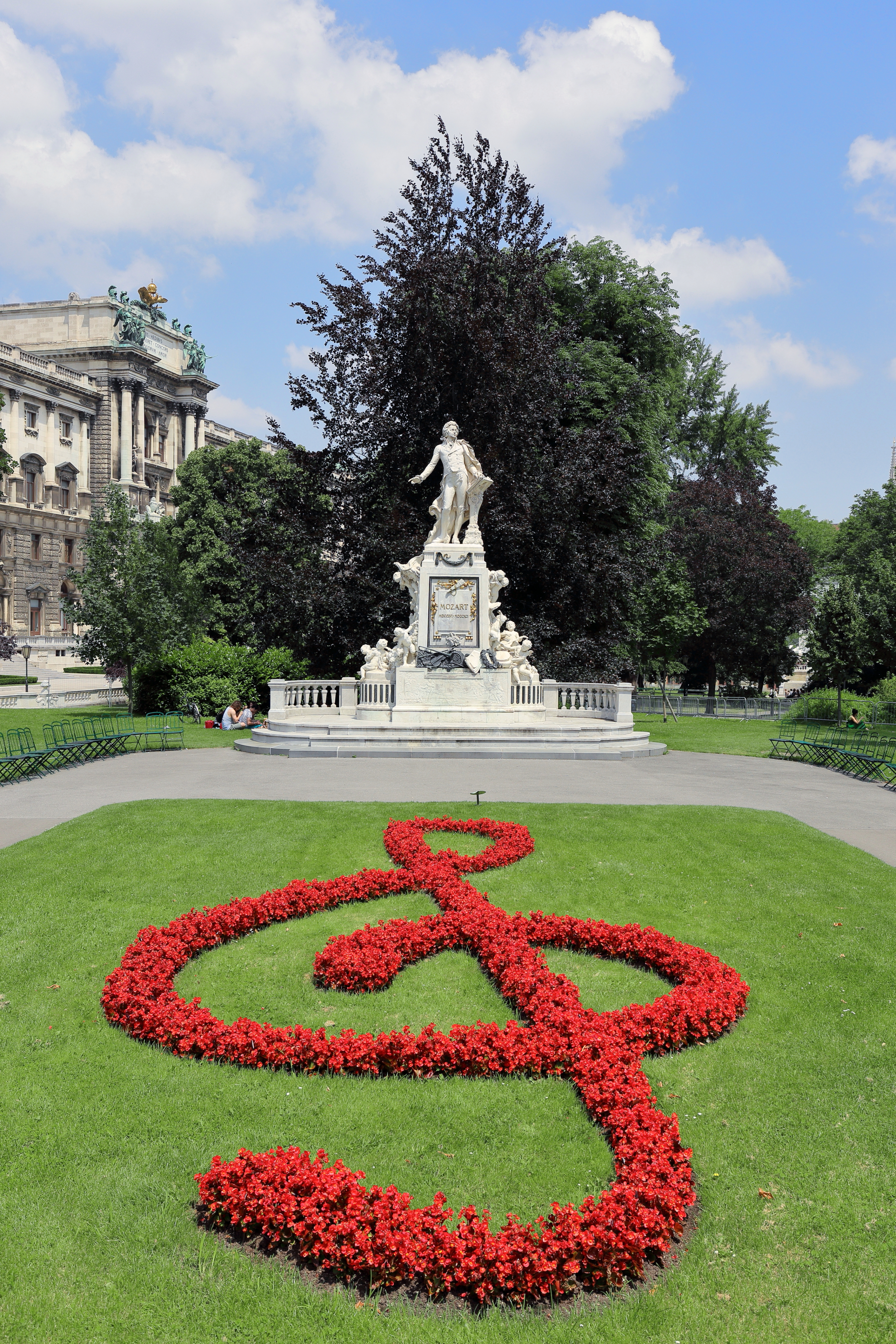
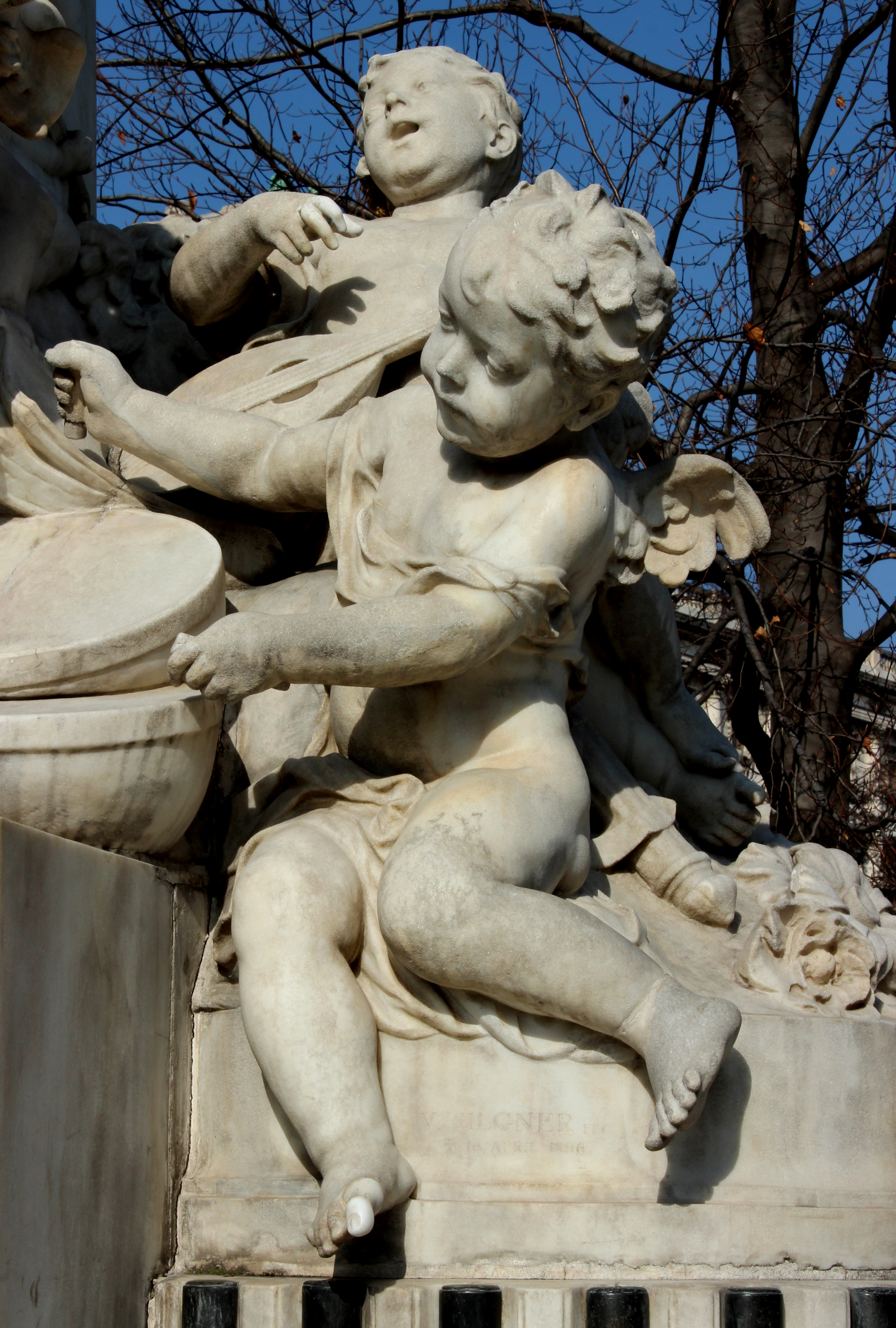
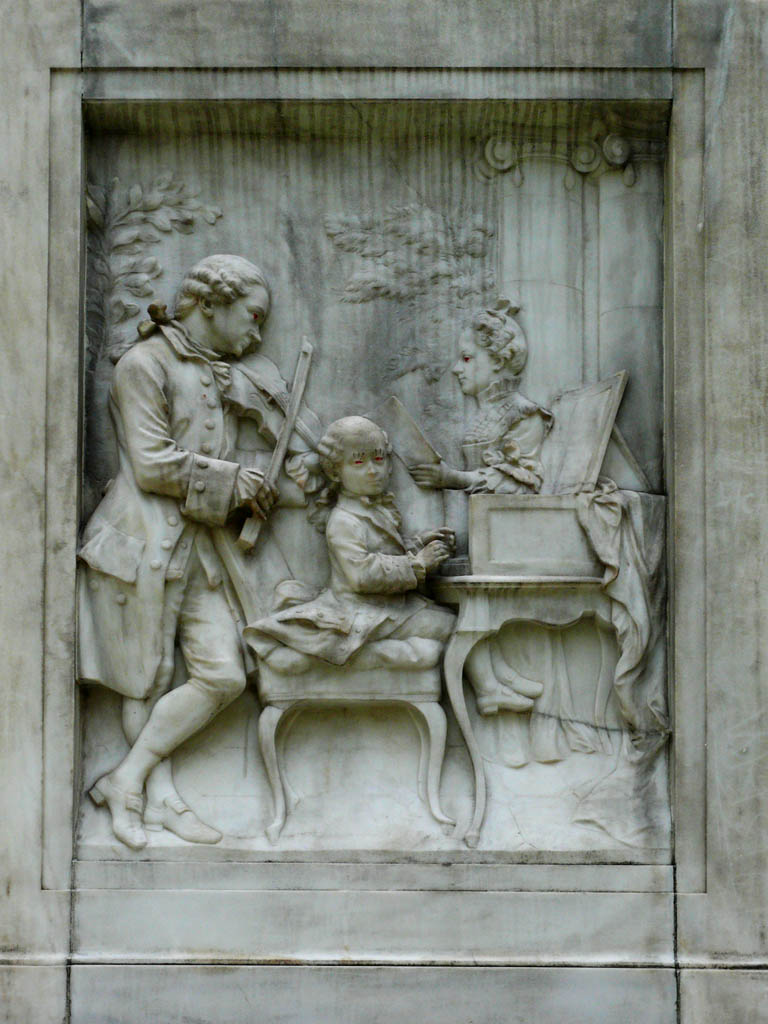
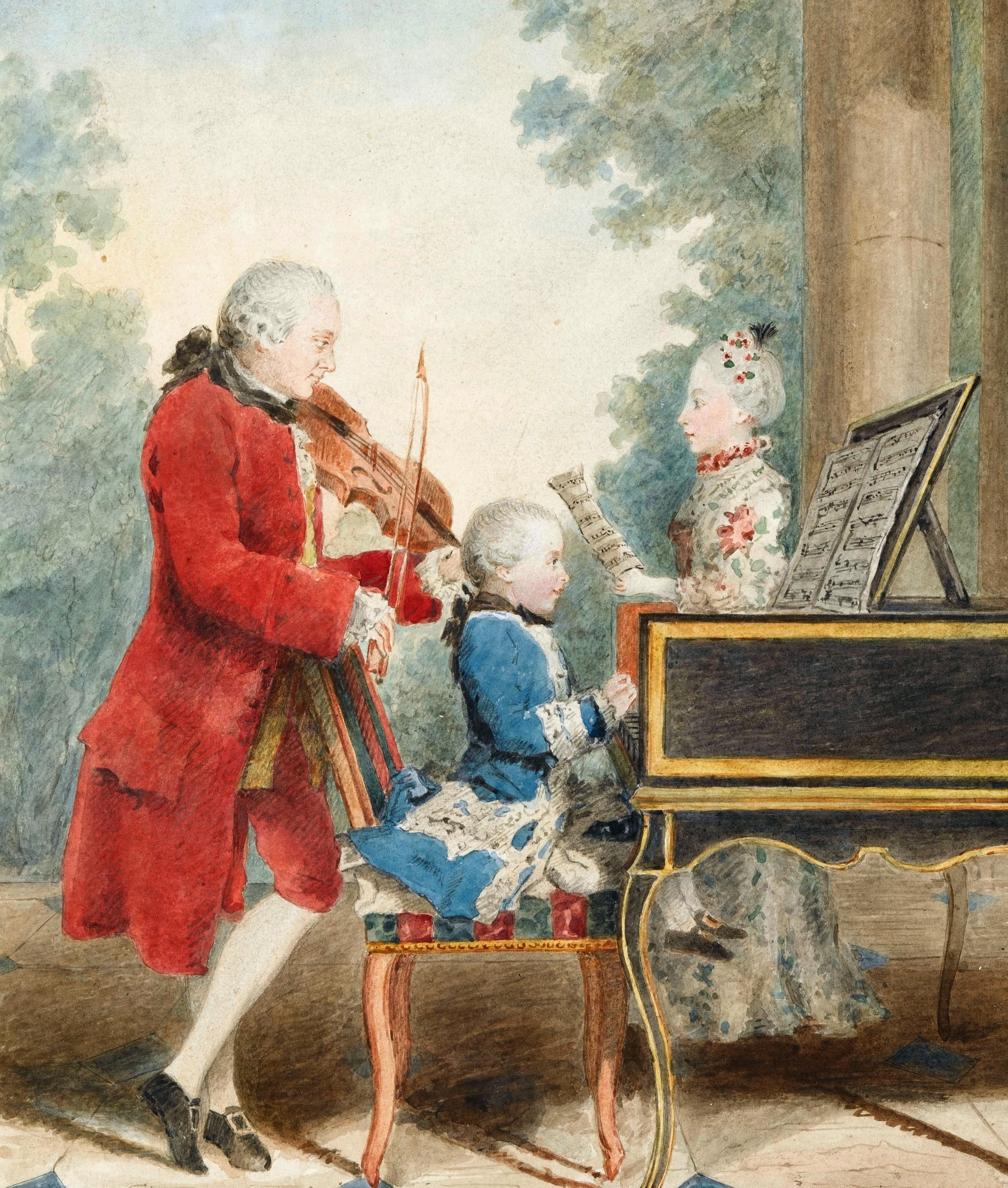

## 历史

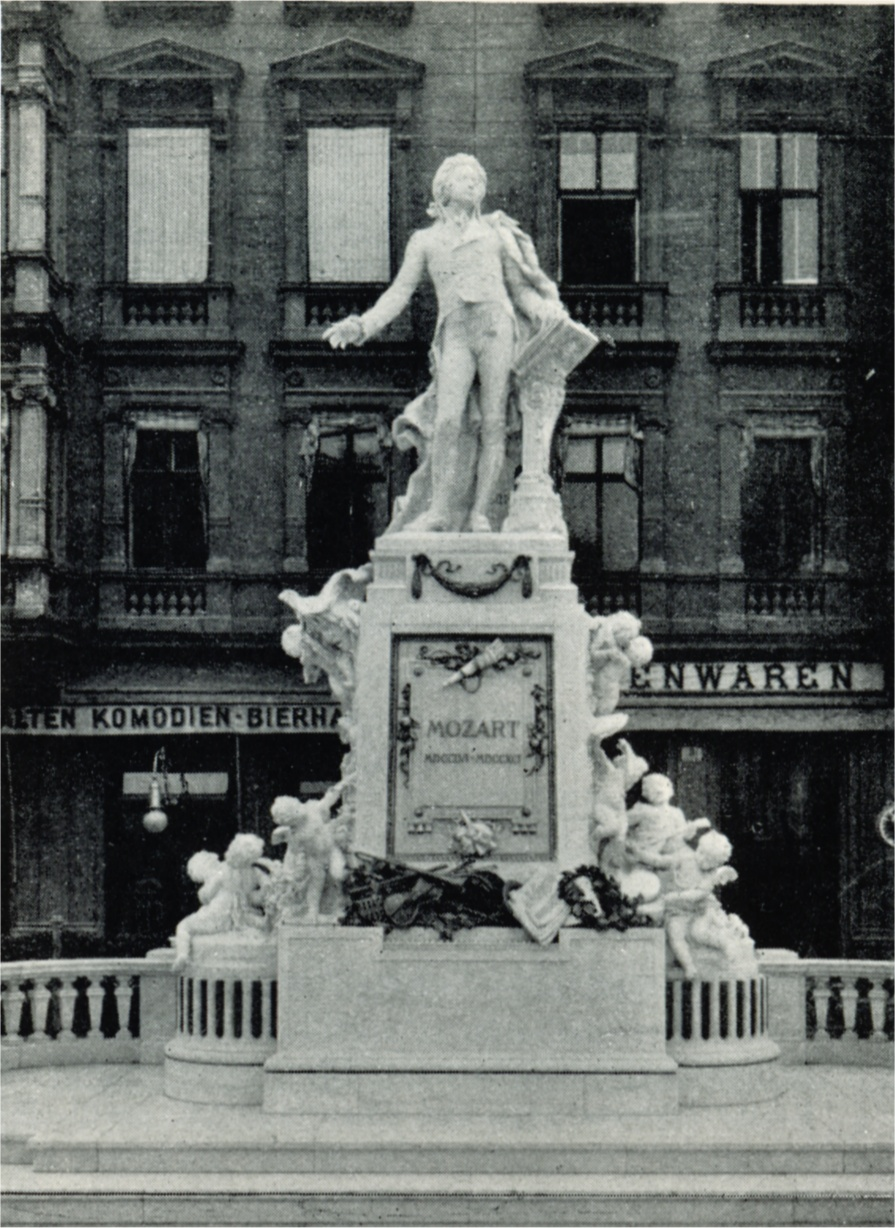
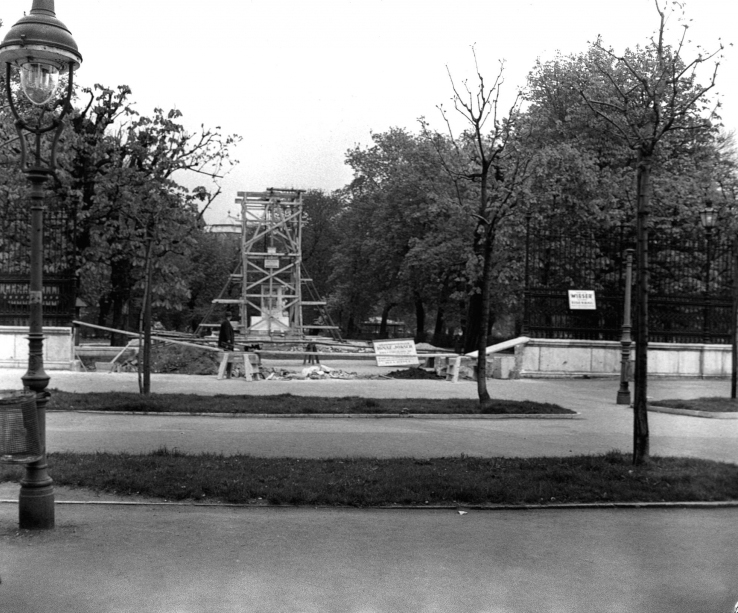
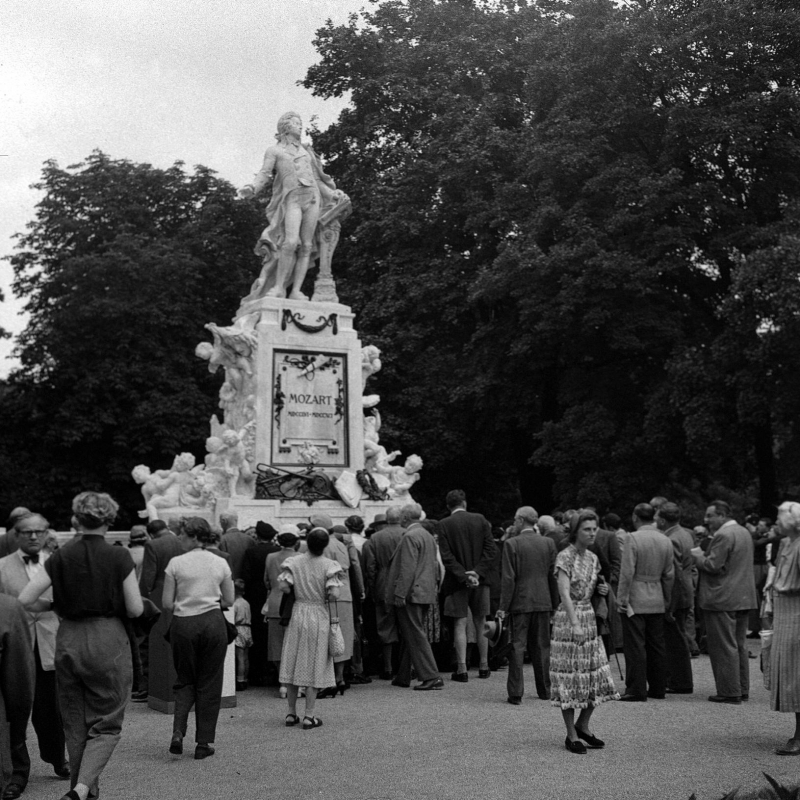